# Badminton-U15-Europameisterschaft 2014
Die Badminton-U15-Europameisterschaft 2014 fand vom 14. bis zum 16. Februar 2014 in der St. Jakobshalle Basel statt. Es war die erste Auflage der Titelkämpfe.

## Sieger und Platzierte
| Disziplin    | Gold                       | Silber                           | Bronze                               |
| ------------ | -------------------------- | -------------------------------- | ------------------------------------ |
| Herreneinzel | Jesper Toft                | Luka Milić                       | Petr Beran                           |
| Herreneinzel | Jesper Toft                | Luka Milić                       | Thom Gicquel                         |
| Dameneinzel  | Alexandra Bøje             | Maryna Iljinska                  | Yaren Dölcü                          |
| Dameneinzel  | Alexandra Bøje             | Maryna Iljinska                  | Büşra Ünlü                           |
| Herrendoppel | Paw Eriksen Mads Thøgersen | Callum Hemming Johnnie Torjussen | Eloi Adam Arnaud Merklé              |
| Herrendoppel | Paw Eriksen Mads Thøgersen | Callum Hemming Johnnie Torjussen | Petr Beran Jan Louda                 |
| Damendoppel  | Marlies Baan Ella Peters   | Fee Teng Liew Lizzie Tolman      | Sofie Nielsen Michelle Skødstrup     |
| Damendoppel  | Marlies Baan Ella Peters   | Fee Teng Liew Lizzie Tolman      | Runa Plützer Annika Schreiber        |
| Mixed        | Jesper Toft Alexandra Bøje | Danilo Bosniuk Maryna Iljinska   | Mikhail Lavrikov Anastasia Medvedeva |
| Mixed        | Jesper Toft Alexandra Bøje | Danilo Bosniuk Maryna Iljinska   | Paw Eriksen Michelle Skødsrup        |